# Spinembolia clabnum
Spinembolia clabnum är en spindelart som först beskrevs av Roberts 1978.  Spinembolia clabnum ingår i släktet Spinembolia och familjen klotspindlar.
Artens utbredningsområde är Seychellerna. Inga underarter finns listade i Catalogue of Life.